# پاتریک کیسی (نویسنده)
پاتریک کیسی (به انگلیسی: Patrick Casey) (زاده ۱۹ دسامبر ۱۹۷۸) نویسنده، بازیگر، کارگردان و نویسنده آمریکایی است. او اغلب با نویسنده / کارگردان / بازیگر جاش میلر همکاری دارد. او بهترین کار خود را در سری انیمیشن‌های فاکس و در نویسندگی فیلم‌های سونیک خارپشت وسونیک خارپشت ٢ انجام داد.

## فیلم‌شناسی

### نویسندگی
1. سونیک خارپشت
2. سونیک خارپشت ٢ [۱]
3. دوازده روز مرگ (۲۰۱۶)[۲]
4. گلن ناپایدار (۲۰۱۳–۲۰۱۵)
5. تیم چرخ‌های داغ: ساختن مسابقه حماسی (۲۰۱۵)
6. تیم چرخ‌های داغ: مهارت‌های هیجان انگیز (۲۰۱۵)
7. آسفالت ۲ (۲۰۱۴)
8. پتک در سحر (۲۰۱۳)
9. عروسی تفنگ ساچمه‌ای (۲۰۱۳)
10. آسفالت (۲۰۱۲)
11. ماجرای خوابگاه ۳ (۲۰۰۹)
12. ماجرای خوابگاه ۲ (۲۰۰۶)
13. جعبه بازی (۲۰۰۴)
14. ماجرای خوابگاه (۲۰۰۳)
15. مگا سر (۲۰۰۳)
16. سلام متوقف کردن من (۲۰۰۳)
17. من همسایه فرانکشتاین نوجوان بودم (۲۰۰۲)
18. فیلم از آینده (۲۰۰۰)

### بازیگری
1. ماجرای خوابگاه ۲ (۲۰۰۶)
2. کشتن مسیحی (۲۰۰۳) . . . . هربرت
3. ماجرای خوابگاه (۲۰۰۳) . . . . دانشجو در تور
4. مگا سر (۲۰۰۳) . . . . Guymoe
5. سلام متوقف کردن من (۲۰۰۳) . . . . هرمان شوماخر
6. پخش (۲۰۰۲) . . . . رادیو لنگر
7. من همسایه نوجوان فرانکشتاین بودم (۲۰۰۲). . . . حرام بلمر
8. از آینده (۲۰۰۰). . . . آرماند جانسون